# Zingara (film)
Pour les articles homonymes, voir Zingaro.
Pour plus de détails, voir Fiche technique et Distribution.
Zingara (littéralement Gitane) est un film italien de genre musicarello réalisé par Mariano Laurenti sorti en 1969, d'après la chanson à succès Zingara de Bobby Solo,,,.

## Synopsis
Franco Sarresi est un jeune provincial, qui avec son groupe musical, tente de percer dans la musique.
Au cours d'un voyage, il fait la rencontre d'une jeune fille en difficulté avec sa voiture, Marisa, qui vit avec ses parents et sa sœur Silvia, et tombe amoureux d'elle.

## Fiche technique
- Titre original : Zingara
- Réalisation :	Mariano Laurenti
- Scénario : Roberto Gianviti et Dino Verde
- Producteur : Leo Cevenini et Vittorio Martino
- Producteur exécutif : Sergio Borrelli
- Maison de production : Flora Film e Variety Film
- Photographie : Tino Santoni
- Montage : Giuliana Attenni
- Musique : Willy Brezza (it)
- Pays de production :  Italie
- Genre : Comédie romantique
- Durée : 91 minutes
- Année de sortie : 1969

## Distribution
- Bobby Solo : Franco Sarresi
- Loretta Goggi : Marisa
- Pippo Franco : Orazio
- Minnie Minoprio (it) : Silvia
- Gigi Reder : le directeur du restaurant
- Claudio Gora : Camillo Ricci
- Pino Ferrara (it) : Augusto Ricci
- Mario Pisu : père de Marisa et de Silvia
- Linda Sini : mère de Marisa et de Silvia
- Umberto D'Orsi : comm. Pergiovanni
- Nanda Primavera : femme de Pergiovanni
- Dada Gallotti : amante de Pergiovanni
- Alicia Brandet (it) : Elizabeth McDonald
- Fabio Testi : Le Chinois
- Ignazio Leone